# Кулиничівська селищна рада
Кулиничівська се́лищна ра́да — колишня адміністративно-територіальна одиниця та орган місцевого самоврядування в Харківському районі Харківської області. Адміністративний центр — селище міського типу Кулиничі. Була ліквідована у 2020 році під час адміністративно-територіальної реформи в Україні.

## Загальні відомості
Кулиничівська селищна рада утворена в 1919 році.
- Територія ради: 126,1 км²
- Населення ради: 7 964 особи (станом на 2001 рік)

## Населені пункти
До 2012 р. селищній раді були підпорядковані населені пункти:
- с. Благодатне
- с. Байрак
- с. Бобрівка
- с. Затишшя
- с-ще Зернове
- с-ще Кутузівка
- с-ще Момотове
- с-ще Прелесне
- с-ще Елітне
- с-ще Слобідське

## Склад ради
Рада складається з 34 депутатів та голови.
- Голова ради:
- Секретар ради: Струк Ірина Володимирівна

### Керівний склад попередніх скликань
| Прізвище, ім'я, по батькові | Основні відомості                                                                    | Дата обрання | Дата звільнення |
| --------------------------- | ------------------------------------------------------------------------------------ | ------------ | --------------- |
| Клок Микола Іванович        | Селищний голова, 1957 року народження, член Всеукраїнського об'єднання «Батьківщина» | 26.03.2006   | 31.10.2010      |
| Кульбака Дмитро Олексійович | Селищний голова, 1974 року народження, освіта незакінчена вища, член Партії регіонів | 31.10.2010   | 24.04.2013      |

Примітка: таблиця складена за даними сайту Верховної Ради України

### Депутати
За результатами місцевих виборів 2010 року депутатами ради стали:

#### За суб'єктами висування
| Суб'єкт висування           | Кількість обраних депутатів | %    |
| --------------------------- | --------------------------- | ---- |
| Партія регіонів             | 22                          | 64,7 |
| Самовисування               | 9                           | 26,5 |
| Комуністична партія України | 2                           | 5,9  |
| Партія «Відродження»        | 1                           | 2,9  |

#### За округами
| № округу                    | Прізвище, ім'я, по батькові       | Дата визнання обраним | Освіта             | Партійна приналежність                       | Відомості про обраного депутата                                                 |
| --------------------------- | --------------------------------- | --------------------- | ------------------ | -------------------------------------------- | ------------------------------------------------------------------------------- |
| Комуністична партія України |                                   |                       |                    |                                              |                                                                                 |
| 30                          | Алілова Ольга Іванівна            | 03.11.2010            | вища               | позапартійна                                 | Кулиничівська відділення соціальної допомоги, соц. працівник                    |
| 31                          | Калінцев Володимир Олександрович  | 03.11.2010            | вища               | член Комуністичної партії України            | пенсіонер                                                                       |
| Партія «ВІДРОДЖЕННЯ»        |                                   |                       |                    |                                              |                                                                                 |
| 2                           | Козуб Владислав Віталійович       | 03.11.2010            | вища               | член Партії «ВІДРОДЖЕННЯ»                    | м. Харків, Південна залізниця, приймальник поїздів                              |
| Партія регіонів             |                                   |                       |                    |                                              |                                                                                 |
| 3                           | Солошко Галина Олександрівна      | 03.11.2010            | вища               | член Партії регіонів                         | Кулиничівська загальноосвітня школа I-III ст., вчитель                          |
| 4                           | Змієвська Вікторія Вікторівна     | 03.11.2010            | вища               | член Партії регіонів                         | приватний підприємець                                                           |
| 5                           | Попова Валентина Григорівна       | 03.11.2010            | вища               | позапартійна                                 | загальноосвітня школа соціальної реабілітації І-ІІ ст., вчитель                 |
| 7                           | Зюнкіна Тетяна Іванівна           | 03.11.2010            | середня спеціальна | член Партії регіонів                         | с. Кулиничі, поштове відділення, завідувач                                      |
| 8                           | Бідна Любов Іванівна              | 03.11.2010            | середня спеціальна | член Партії регіонів                         | с. Дитячий садок, завідувач                                                     |
| 9                           | Ковчур Євген В'ячеславович        | 03.11.2010            | незакінчена вища   | член Партії регіонів                         | студент                                                                         |
| 10                          | Кульбака Дмитро Олексійович       | 03.11.2010            | незакінчена вища   | член Партії регіонів                         | приватний підприємець                                                           |
| 11                          | Кураскіна Віта Олексіївна         | 27.12.2010            | вища               | член Партії регіонів                         | Інститут тваринництва УААН, зоотехнік                                           |
| 12                          | Злобін Олександр Михайлович       | 03.11.2010            | середня спеціальна | член Партії регіонів                         | тимчасово не працює                                                             |
| 13                          | Солдатова Оксана Іванівна         | 03.11.2010            | вища               | член Партії регіонів                         | Фрунзенська загальноосвітня школа I-III ст., заступник директора з НВР          |
| 14                          | Романов Микола Ілліч              | 23.12.2013            | вища               | член Партії регіонів                         | Кулиничівська сільська рада, заступник голови                                   |
| 15                          | Овсяннікова Лариса Вікторівна     | 03.11.2010            | вища               | член Партії регіонів                         | пенсіонер                                                                       |
| 20                          | Демченко Наталія Федорівна        | 03.11.2010            | вища               | член Партії регіонів                         | Амбулаторія загальної практики — сімейної медицини с. Кутузівка, головний лікар |
| 21                          | Мірошниченко Віктор Іванович      | 03.11.2010            | вища               | член Партії регіонів                         | Профспілка ДГ «Кутузівка», голова профспілки                                    |
| 22                          | Запека Яна Іванівна               | 03.11.2010            | вища               | член Партії регіонів                         | Кулиничівська селищна рада, економіст                                           |
| 23                          | Вакуленко Юлія Миколаївна         | 03.11.2010            | вища               | член Партії регіонів                         | ТОВ НВФ «Хєлп-Агро», ст. менеджер                                               |
| 24                          | Струк Ірина Володимирівна         | 03.11.2010            | вища               | член Партії регіонів                         | Кулиничівська селищна рада, секретар ради                                       |
| 25                          | Борисовська Ніна Вікторівна       | 03.11.2010            | вища               | член Партії регіонів                         | Елітнянська загальноосвітня школа I-III ст., директор школи                     |
| 28                          | Єрофєєнко Анатолій Іванович       | 03.11.2010            | середня            | член Партії регіонів                         | ДПДГ «ЕЛІТНЕ», начальник охорони                                                |
| 29                          | Кривуца-Кисельова Віра Олексіївна | 03.11.2010            | вища               | член Партії регіонів                         | Харківська обласна колегія адвокатів, адвокат                                   |
| 32                          | Ракітіна Валентина Іванівна       | 03.11.2010            | середня спеціальна | член Партії регіонів                         | приватний підприємець                                                           |
| 33                          | Рябенко Катерина Миколаївна       | 03.11.2010            | середня спеціальна | член Партії регіонів                         | фельдшерсько-акушерський пункт «Затишшя», зав. ФАПом                            |
| Самовисування               |                                   |                       |                    |                                              |                                                                                 |
| 1                           | Тімофєєва Юлія Анатоліївна        | 03.11.2010            | вища               | член Партії регіонів                         | НІІ тваринництва, зоотехнік                                                     |
| 6                           | Латка Владислав Олександрович     | 03.11.2010            | вища               | позапартійний                                | м. Харків, ресторан «Саторі», директор                                          |
| 16                          | Щиров Олександр Сергійович        | 03.11.2010            | вища               | позапартійний                                | ТОВ «Правіус», директор                                                         |
| 17                          | Сотов Едуард Геннадійович         | 03.11.2010            | вища               | член Політичного об'єднання «Рідна Вітчизна» | м. Харків, Стоматологічна поліклініка № 5, стоматолог                           |
| 18                          | Козаченко Сергій Володимирович    | 03.11.2010            | вища               | член Політичного об'єднання «Рідна Вітчизна» | ТОВ «РАПС», енергетик                                                           |
| 19                          | Юрчик Андрій Геннадійович         | 03.11.2010            | вища               | позапартійний                                | тимчасово не працює                                                             |
| 26                          | Іщенко Євгенія Юріївна            | 03.11.2010            | вища               | позапартійна                                 | тимчасово не працює                                                             |
| 27                          | Вітюк Олександр Олександрович     | 03.11.2010            | середня            | член Політичного об'єднання «Рідна Вітчизна» | тимчасово не працює                                                             |
| 34                          | Євтушенко Сергій Володимирович    | 03.11.2010            | середня            | позапартійний                                | тимчасово не працює                                                             |